# Premi BAFTA 1977
I premi della 30ª edizione dei British Academy Film Awards furono conferiti il 24 marzo 1977 dalla British Academy of Film and Television Arts alle migliori produzioni cinematografiche del 1976.

## Vincitori e candidati

### Miglior film
- Qualcuno volò sul nido del cuculo (One Flew Over the Cuckoo's Nest), regia di Miloš Forman
- Piccoli gangsters (Bugsy Malone), regia di Alan Parker
- Taxi Driver, regia di Martin Scorsese
- Tutti gli uomini del presidente (All the President's Men), regia di Alan J. Pakula

### Miglior regista
- Miloš Forman – Qualcuno volò sul nido del cuculo (One Flew Over the Cuckoo's Nest)
- Alan J. Pakula – Tutti gli uomini del presidente (All the President's Men)
- Alan Parker  – Piccoli gangsters (Bugsy Malone)
- Martin Scorsese – Taxi Driver

### Miglior attore protagonista
- Jack Nicholson – Qualcuno volò sul nido del cuculo (One Flew Over the Cuckoo's Nest)
- Robert De Niro – Taxi Driver
- Dustin Hoffman – Tutti gli uomini del presidente (All the President's Men) / Il maratoneta (Marathon Man)
- Walter Matthau – Che botte se incontri gli "Orsi" (The Bad News Bears) / I ragazzi irresistibili (The Sunshine Boys)

### Migliore attrice protagonista
- Louise Fletcher – Qualcuno volò sul nido del cuculo (One Flew Over the Cuckoo's Nest)
- Lauren Bacall – Il pistolero (The Shootist)
- Rita Moreno – Il vizietto americano (The Ritz)
- Liv Ullmann – L'immagine allo specchio (Ansikte mot ansikte)

### Miglior attore non protagonista
- Brad Dourif – Qualcuno volò sul nido del cuculo (One Flew Over the Cuckoo's Nest)
- Martin Balsam – Tutti gli uomini del presidente (All the President's Men)
- Michael Hordern – La scarpetta e la rosa (The Slipper and the Rose: The Story of Cinderella)
- Jason Robards – Tutti gli uomini del presidente (All the President's Men)

### Migliore attrice non protagonista
- Jodie Foster – Piccoli gangsters (Bugsy Malone) / Taxi Driver
- Annette Crosbie – La scarpetta e la rosa (The Slipper and the Rose: The Story of Cinderella)
- Vivien Merchant – Ritorno a casa (The Homecoming)
- Billie Whitelaw – Il presagio (The Omen)

### Migliore attore o attrice debuttante
- Jodie Foster – Piccoli gangsters (Bugsy Malone) / Taxi Driver

### Migliore sceneggiatura
- Alan Parker – Piccoli gangsters (Bugsy Malone)
- Lawrence Hauben, Bo Goldman  – Qualcuno volò sul nido del cuculo (One Flew Over the Cuckoo's Nest)
- William Goldman – Tutti gli uomini del presidente (All the President's Men)
- Neil Simon – I ragazzi irresistibili (The Sunshine Boys)

### Migliore fotografia
- Russell Boyd – Picnic ad Hanging Rock (Picnic at Hanging Rock)
- Gerry Fisher, Peter Allwork – La battaglia delle aquile (Aces High)
- Haskell Wexler, Bill Butler, William Fraker – Qualcuno volò sul nido del cuculo (One Flew Over the Cuckoo's Nest)
- Gordon Willis – Tutti gli uomini del presidente (All the President's Men)
- Giuseppe Rotunno - Il Casanova di Federico Fellini (Fellini's Casanova)

### Migliore scenografia
- Geoffrey Kirkland – Piccoli gangsters (Bugsy Malone)
- Mario Chiari, Dale Hennesy – King Kong
- George Jenkins – Tutti gli uomini del presidente (All the President's Men)
- Ray Simm – La scarpetta e la rosa (The Slipper and the Rose: The Story of Cinderella)

### Migliori musiche (Anthony Asquith Award for Film Music)
- Bernard Herrmann – Taxi Driver
- Jack Nitzsche – Qualcuno volò sul nido del cuculo (One Flew Over the Cuckoo's Nest)
- Richard M. Sherman, Robert B. Sherman – La scarpetta e la rosa (The Slipper and the Rose: The Story of Cinderella)
- Paul Williams – Piccoli gangsters (Bugsy Malone)

### Miglior sonoro (Best Sound)
- Les Wiggins, Clive Winter, Ken Barker – Piccoli gangsters (Bugsy Malone)
- Greg Bell, Don Connolly – Picnic ad Hanging Rock (Picnic at Hanging Rock)
- Milton C. Burrow, James E. Webb, Les Fresholtz, Arthur Piantadosi, Rick Alexander – Tutti gli uomini del presidente (All the President's Men)
- Mary McGlone, Robert R. Rutledge, Veronica Selver, Larry Jost, Mark Berger – Qualcuno volò sul nido del cuculo (One Flew Over the Cuckoo's Nest)

### Miglior montaggio
- Richard Chew, Lynzee Klingman, Sheldon Kahn – Qualcuno volò sul nido del cuculo (One Flew Over the Cuckoo's Nest)
- Jim Clark – Il maratoneta (Marathon Man)
- Marcia Lucas, Tom Rolf, Melvin Shapiro – Taxi Driver
- Robert L. Wolfe – Tutti gli uomini del presidente (All the President's Men)

### Migliori costumi
- Moidele Bickel – La Marchesa von... (La Marquise d'O)
- Judith Dorsman – Picnic ad Hanging Rock (Picnic at Hanging Rock)
- Julie Harris – La scarpetta e la rosa (The Slipper and the Rose: The Story of Cinderella)
- Monica Howe – Piccoli gangsters (Bugsy Malone)

### Miglior documentario
- Los Canadienses, regia di Albert Kish
- White Rock, regia di Tony Maylam

### Best Short Factual Film
- The End of the Road, regia di John Armstrong
- Energy in Perspective, regia di Peter De Normanville
- The Speed Sailors, regia di John Spencer